# Consorzio Interuniversitario Sistemi Integrati per l'Accesso
Il Consorzio Interuniversitario Sistemi Integrati per l’Accesso - CISIA - è un consorzio, senza scopo di lucro, composto da 62 università statali e dalle Conferenze di Ingegneria, Architettura e Scienze.
CISIA svolge ricerca nel campo dell’orientamento e dell’accesso agli studi universitari e ha il compito prevalente di realizzare ed erogare i test d’ingresso universitari per la verifica delle conoscenze iniziali o come test di selezione per i corsi di laurea ad accesso programmato locale.
Il presidente di CISIA è Giovani Betta; il direttore è Giuseppe Forte.

## Storia
Il Consorzio Interuniversitario Sistemi Integrati per l'Accesso (CISIA) nasce nel 2005 come Centro Interuniversitario per l’accesso alle Scuole di Ingegneria e Architettura per realizzare le prove di accesso ai corsi di studio universitari di ingegneria e architettura e per poterne elaborare i risultati su base nazionale. I test d'ingresso vengono erogati in modalità cartacea.
Il Centro viene creato su iniziativa della Conferenza dei Presidi di Ingegneria (COPI) e dei Presidi di Architettura (CPA) per dare seguito all'esperienza della Commissione Interuniversitaria per la Prova d’Ammissione alla Facoltà di Ingegneria e Architettura, chiamata anche Commissione Nazionale Test, composta da docenti e nata nel 1986 per formulare i quesiti, organizzare le prove ed elaborare i risultati per il test d’ingresso istituito dal Politecnico di Milano.
Il primo consiglio direttivo di CISIA è composto dai professori Armando Mario Nicola Brandolese, Vitale Cardone, Claudio Casarosa, Maria Laura Luchi e Paolo Villani.
Il primo presidente è Emilio Vitale, preside della Facoltà di Ingegneria dell'Università di Pisa, che rimarrà in carica fino al 2010; il professor Claudio Casarosa, dell’Università di Pisa, è il primo direttore e rimarrà in carica fino al 2019.
Dal 2008 organizza i test d’ingresso anche per i corsi di laurea di economia; dal 2009 organizza, con la collaborazione di Con.Scienze, i test d'ingresso per i corsi di laurea di scienze.
Nel 2010 viene trasformato da centro in consorzio interuniversitario; dal cambio della sua natura deriva il nome attuale: Consorzio Interuniversitario Sistemi Integrati per l'Accesso. Nello stesso anno viene eletto presidente Armando Brandolese, professore del Politecnico di Milano, che ricoprirà la carica fino al 2016.
Dal 2012 eroga i test d'ingresso in modalità online: i TOLC.
Dal 2013 eroga i test d'ingresso anche per i corsi di laurea di farmacia e chimica e tecnologie farmaceutiche.
Nel 2016 viene eletto presidente il professor Andrea Stella.
Da settembre del 2017 eroga i TOLC anche all'estero: Cile, Brasile, Argentina, Turchia, Grecia e Bulgaria.
Dal 2018 organizza e gestisce i test, in fase sperimentale, per i corsi di laurea afferenti alle Scienze, tecnologie e tecniche agrarie.
Nel 2019 Giuseppe Forte viene nominato direttore.
Nel 2020, come risposta alla pandemia di Covid-19 e al conseguente lockdown, CISIA attiva una nuova modalità di TOLC, da svolgersi a domicilio con l'ausilio di computer e sistemi si sicurezza specifici, la nuova modalità prende il nome di TOLC@CASA.
Nel 2025 viene nominato presidente Giovani Betta.

## Test OnLine CISIA - TOLC
I Test OnLine CISIA - TOLC - nascono nel 2012. Il TOLC è un test d'ingresso universitario per la verifica delle conoscenze iniziali e minime richieste per affrontare con successo gli studi in una determinata area e per orientare gli studenti nella scelta del percorso universitario più adatto. Le conoscenze oggetto di valutazione e il punteggio minimo da raggiungere sono stabiliti da ogni corso di laurea. Questo test può anche essere utilizzato, con le stesse modalità di erogazione ma prevedendo procedure amministrative di iscrizione per l’ammissione in graduatoria, come test di selezione per i corsi di laurea ad accesso programmato locale. In base al risultato conseguito le università possono eventualmente attribuire gli obblighi formativi aggiuntivi (OFA).
Tutti i TOLC appartenenti alla medesima tipologia hanno un livello di difficoltà analogo o comunque paragonabile ma sono diversi da studente a studente. Il TOLC è composto da domande selezionate da un database riservato CISIA TOLC.
Esistono vari tipi di TOLC:
- TOLC-I[17], utilizzato per l’accesso ai corsi di ingegneria e ad altri corsi di ambito tecnico scientifico
- TOLC-E[18], utilizzato per l’accesso ai corsi di economia e ad altri corsi di ambito statistico e delle scienze sociali
- TOLC-F[19], utilizzato per l’accesso ai corsi di farmacia, chimica e tecnologie farmaceutiche e ad altri corsi di ambito tecnico, scientifico e delle scienze motorie
- TOLC-S[20], utilizzato prevalentemente per l’accesso ai corsi di scienze
- TOLC-B[21], utilizzato prevalentemente per l’accesso ai corsi di biologia
- TOLC-SU[22], utilizzato per l’accesso ai corsi di studi umanistici
- ENGLISH TOLC-I[23], versione in inglese del TOLC-I
- ENGLISH TOLC-E[24], versione in inglese del TOLC-E
- ENGLISH TOLC-F [25], versione in inglese del TOLC-F
- TOLC-PSI[26], utilizzato per l'accesso ai corsi di area psicologica
- i TOLC-MED e VET, che nel 2023 sono rispettivamente prove d’accesso per i corsi di studio di medicina e chirurgia, odontoiatria e protesi dentaria, e medicina veterinaria
- il TOLC-AV [27] per l'accesso ai corsi di laurea nell’ambito delle scienze agrarie e veterinarie
- il TOLC-LP [28] per l’accesso ai corsi di laurea ad orientamento professionalizzante
- il TOLC-SPS [29] per l’accesso ai corsi di laurea dell’area di scienze politiche e sociali.

Dal 2013 i dati raccolti durante la somministrazione dei TOLC-I, TOLC-E e TOLC-F vengono analizzati per fornire un'analisi descrittiva, per ogni anno e per ogni tipologia di TOLC, su: numero di partecipanti, punteggi conseguiti nelle varie sezioni che lo compongono. Le medesime informazioni vengono mostrate raggruppando i partecipanti per regione in cui sono stati compiuti gli studi e per scuola di provenienza.

## Ulteriori progetti
Nell’ambito dei progetti POT – Piano per l’Orientamento e il Tutorato, e PLS – Piano Lauree Scientifiche, assieme a 62 Università, CISIA dà vita al progetto Orientazione, un portale web che ha lo scopo di far incontrare scuole, università, studenti e studentesse, fornendo strumenti e materiali utili all'orientamento universitario. Manutenzione, contenuti e sviluppo del portale sono a cura di CISIA.
Fra il 2021 e il 2022 CISIA rilascia il MOOC per la fisica di base e il MOOC di competenze testuali. Nel 2023 è la volta dei MOOC dedicati alle scienze chimiche di base e alla biologia di base.

## Pubblicazioni e convegni
CISIA dal 2005 pubblica i risultati delle prove d’ingresso.
Nel 2010 Rita Biancheri, docente dell'Università di Pisa, realizza per CISIA il volume "Formazione e carriere femminili. La scelta di ingegneria" (pubblicazione realizzata con i contributo del POR FSE 2007-2013 della Regione Toscana.
Il 25 ottobre del 2017 CISIA, in collaborazione con il Ministero dell'Istruzione dell'Università e della Ricerca, la CRUI e con l’Università Napoli Federico II organizza il convegno "Orientamento e accesso all’Università. Quali strumenti e quali azioni innovative?. Il Convegno affronta i temi dell’orientamento agli studi universitari e degli strumenti innovativi per aiutare gli studenti a scegliere in maniera consapevole e in base alla propria preparazione e inclinazione il percorso universitario più adatto.
Durante il Convegno viene presentato il volume "L'evoluzione dei Test Standard CISIA. La predittività del test sulle carriere degli studenti": uno studio che ha coinvolto oltre 15.000 studenti a quattro anni dal loro ingresso in università ai corsi di laurea di ingegneria per testare la capacità predittiva dei test CISIA.
Il 17 aprile 2019 CISIA organizza a Roma la Giornata Studio "Strumenti digitali e orientamento agli studi universitari" per affrontare il tema di come migliorare le politiche di orientamento in ingresso all'università attraverso il coinvolgimento delle scuole secondarie superiori e l’utilizzo di strumenti digitali innovativi per ridurre le carenze formative in ingresso rilevate attraverso i test d'ingresso. Durante la giornata CISIA pubblica online il MOOC di matematica di base.
È del 23 ottobre 2020 il convegno "Il test di ingresso: valenza predittiva e rilevanza nei percorsi di orientamento universitario", a cui prende parte il Ministro dell’Università e della Ricerca Gaetano Manfredi e durante il quale viene presentato uno studio sulla valenza predittiva dei test "alla luce dei nuovi studi più approfonditi ed estesi al TOLC-I (test di Ingegneria) e al TOLC-E (test dell’area economico-statistica).
Nel 2024 il consorzio pubblica il volume "I risultati delle prove TOLC 2023", presentato nell'ambito dell'incontro "ApprofondiTOLC" tenutosi a Firenze il 10 maggio.
Nell'aprile 2025 CISIA organizza Orientarsi al futuro, "per condividere in maniera ampia il patrimonio di dati e informazioni che l'attività del consorzio genera ogni anno". Il 13 giugno 2025 è stato pubblicato il volume "I risultati delle prove TOLC 2024" che riporta trend, insights e risultati complessivi delle oltre 360.000 prove di accesso erogate nel 2024 dal consorzio.

## Consorziati
Le università che aderiscono al Consorzio Interuniversitario Sistemi Integrati per l'Accesso sono 62:
- Politecnico di Bari
- Politecnico di Milano
- Università Ca' Foscari Venezia
- Università degli Studi "Gabriele d'Annunzio"
- Università degli studi del Molise
- Università degli Studi del Sannio
- Università degli Studi della Basilicata
- Università degli Studi della Campania Luigi Vanvitelli
- Università degli Studi dell'Aquila
- Università degli Studi dell'Insubria
- Università degli Studi di Bergamo
- Università di Bologna
- Università degli studi di Brescia
- Università degli studi di Cagliari
- Università degli Studi di Cassino e del Lazio Meridionale
- Università degli studi di Catania
- Università degli studi di Ferrara
- Università degli studi di Firenze
- Università degli studi di Genova
- Università degli studi di Messina
- Università degli studi di Milano
- Università degli Studi di Milano-Bicocca
- Università degli studi di Modena e Reggio Emilia
- Università degli studi di Napoli Federico II
- Università degli Studi di Napoli "L'Orientale"
- Università degli studi di Padova
- Università degli studi di Palermo
- Università degli studi di Parma
- Università degli studi di Pavia
- Università degli studi di Perugia
- Università degli Studi di Roma "La Sapienza"
- Università degli studi di Roma Tor Vergata
- Università degli studi di Salerno
- Università degli studi di Sassari
- Università degli studi di Siena
- Università degli studi di Trento
- Università degli studi di Trieste
- Università degli studi di Udine
- Università degli studi di Verona
- Università degli studi Mediterranea di Reggio Calabria
- Università degli studi Napoli Parthenope
- Università degli studi Roma Tre
- Università del Salento
- Università della Calabria
- Università di Camerino
- Università di Pisa
- Università Politecnica delle Marche
- Università per stranieri di Siena
- Scuola Superiore Sant'Anna
- Università degli Studi di Teramo
- Università degli Studi del Piemonte Orientale Amedeo Avogadro
- Università degli Studi di Roma "Foro Italico"
- Università degli Studi di Torino
- Università per stranieri di Perugia
- Università degli Studi di Urbino "Carlo Bo"
- Università degli Studi della Tuscia
- Università degli Studi di Foggia
- Università degli Studi Magna Græcia di Catanzaro
- Università degli Studi di Macerata
- Università degli Studi di Bari Aldo Moro
- Politecnico di Torino
- Università Iuav di Venezia

Aderiscono al CISIA anche:
- CUIA – Conferenza Universitaria Italiana di Architettura
- CopI – Conferenza per l’Ingegneria – Conference for the Engineering[44]
- Con.Scienze – Conferenza Nazionale dei Presidenti e dei Direttori delle Strutture Universitarie di Scienze e Tecnologie[45].